# 张有喜
张有喜（1956年12月—），山西原平人，汉族，中华人民共和国政治人物、第十二届全国人民代表大会山西地区代表。在职研究生学历，1984年6月加入中国共产党，1976年3月参加工作。2013年，被选为全国人大代表。
历任大同煤矿集团有限责任公司董事、副总经理，党委常委、董事、常务副总经理，党委常委、副董事长、总经理，党委书记、董事长；山西省人民政府参事。2020年1月退休。
2022年1月9日，因涉嫌严重违纪违法，接受山西省纪委监委纪律审查和监察调查。同年9月1日，遭到开除党籍处分。